# 하여가
하여가(何如歌)는 고려 말기, 조선 초기에 이방원(李芳遠)이 지은 시조이다.

## 내용
하여가는 고려 말과 조선 초기의 시조 1수로 『해동악부』에 전해지고 있다. 지은이는 조선 태조 이성계를 도와 조선 건국과 창업에 공이 큰 조선 제3대의 임금, 태종으로 이 작품은 반대당인 정몽주(鄭夢周)의 진심을 떠보고 회유하기 위하여 마련된 자리에서 지어 부른 작품이다. 내용은 다음과 같다.
이런들 엇더ᄒᆞ며 져런들 엇더ᄒᆞ료
萬壽山(만수산) 드렁츩이 얼거진들 엇더ᄒᆞ리
우리도 이ᄀᆞᆺ치 얼거져 백년(百年)ᄭᆞ지 누리리라.

이런들 또 어떠하며(如此亦如何, 여차역여하),
저런들 또 어떠하리(如彼亦如何, 여피역여하).
성황당의 뒷담이(城隍堂後垣, 성황당후원),
무너진들 또 어떠하리(頹落亦何如, 퇴락역하여).
우리들도 이 같이 하여(吾輩若此爲, 오배약차위),
죽지 않은들 또 어떠랴(不死亦何如, 불사역하여).
- 『해동악부』(海東樂府)에는 城隍堂後垣(성황당후원), 城隍堂後苑(성황당후원), 또는 城隍堂後壇(성황당후단)이라 전해오는데 옮기는 이에 따라 달라져 있다.
- 또한 『포은집』(圃隱集)에 전하는 원문에는 ’성황당의 뒷담이(城隍堂後垣), 무너진들 또 어떠하리(頹落亦何如)’이라 되어 있는데  ’만수산(萬壽山) 드렁칡이 얽혀진들 어떠하리’로 바뀌어 있다. 만수산은 개성의 부성(府城) 서문 밖, 송악산 서쪽에 있는 산이다.
- 마찬가지로 『포은집』은 ’죽지 않은들 또 어떠랴(不死亦何如)’를 ’백년(百年)ᄭᆞ지 누리리라’로 바꾸어 전하고 있다.

## 배경
하여가는 『해동악부』와 『포은집』에 한역되어 전한다(此亦何如 彼亦何如 城隍堂後垣 頹落亦何如 我輩若此爲不死亦何如). 이 작품은 반대당인 정몽주(鄭夢周)의 진심을 떠보고 회유하기 위하여 마련된 자리에서 지어 불렀다 한다. 이 시조의 내용은 "이런들 엇더ᄒᆞ며 져런들 엇더ᄒᆞ료/만수산(萬壽山) 드렁츩이 얼거진들 엇더ᄒᆞ리/우리도 이ᄀᆞᆺ치 얼거져 백년(百年)ᄭᆞ지 누리리라." 이에 대하여 정몽주는 <단심가(丹心歌)>를 지어 응수하였다.

## 같이 보기
- 단심가

## 참고 문헌
- 『포은집(圃隱集)』
- 『해동악부(海東樂府)』
- 『한국문학통사』, 조동일, 지직산업사(1992년)
- 『한국시가문학사(詩歌文學史)』, 박을수, 아세아문화사(1997년)
- 『한국민족문화대백과』, 하여가, 한국학중앙연구원(1998년판)
- 이 문서에는 다음커뮤니케이션(현 카카오)에서 GFDL 또는 CC-SA 라이선스로 배포한 글로벌 세계대백과사전의 내용을 기초로 작성된 글이 포함되어 있습니다.